# HOZOT
HOZOT（ほぞてぃ）とは母親と胎児を結ぶへその緒の中を流れる血液(臍帯血)から2006年に発見された新種のT細胞である。

## 概要
名前の由来はへその緒の臍帯血から培養されたことからへそを意味する「ほぞ（へそ）」と免疫細胞の一種であるT細胞の名前をとり「HOZOT（ホゾティ）」と名付けられた。がん細胞を積極的に攻撃する働きがあり一度がん細胞に取りつくと細胞膜を破り内部に核を送り込む。侵入したHOZOT細胞は死滅するがその時にがん細胞を殺す働きのある物質を放ちがん細胞を道連れに死滅させる。他の免疫システムとは違い、がん細胞内に侵入し殺すのが特徴である。また、HOZOT細胞は正常な細胞には入らずにがん細胞だけを選別する。ただ、この細胞については未知の領域が多く、どうやって正常細胞とがん細胞を見分けているかというメカニズムはまだ分かっていない。
また、強い免疫抑制作用も持つ。